# Simfonia núm. 4 (Knipper)
La Simfonia núm. 4 en re major Poema per als combatents del Komsomol, op. 41, va ser composta per Lev Knipper entre el 1933 i el 1934 i revisada el 1966. Inclou un solo de tenor, un solo de baix i dos cors. Incorpora Poliuixko-pole (Cançó de Marxa de l’Exèrcit Roig), sobre una poesia de Víktor Gussev que es va convertir en una cançó de masses popular a la Unió Soviètica. Es va estrenar a Moscou sota la direcció d'Aleksandr Gauk el març de 1934.

## Moviments
- I. Andante molto–Allegro
- II. Adagio
- III. Lugubre
- IV. Andante maestoso

## Origen i context
Knipper va tenir una carrera que es va estendre durant gairebé cinquanta anys, durant els quals va viure l'evolució completa de la música soviètica, aportant-hi una influència significativa i decisiva. Knipper va ser un supervivent. Considerat prou digne per representar la Unió Soviètica al Festival ISCM de 1931 a Oxford, també va ser un dels escassos que es va atrevir a defensar Xostakóvitx públicament.
Knipper va compondre la seva Quarta Simfonia inspirat en un viatge per Crimea i els llocs històrics de la Guerra Civil. La seva obra retrata un jove komsomolista que dona la vida per la Revolució, amb l’objectiu d’expressar el seu heroisme i noblesa. El Poema sobre el Combatent del Komsomo, amb text de Viktor Gusev, és una peça per a orquestra, cor i solista. La simfonia, de quatre moviments, incorpora el motiu de Camp petit i combina contrast i coherència sense seguir estrictament els esquemes tradicionals.